# Gerald Phiri (Leichtathlet)
Gerald Phiri (* 6. Oktober 1988 in Ndola) ist ein sambischer Leichtathlet.

## Sportliche Laufbahn
Phiri wurde in Sambia geboren und zog 1996 mit seiner Mutter über Südafrika nach Welshpool in Wales. Bis 2006 besuchte er die Abbeydale Grange School in Sheffield. Seit 2009 tritt er international für sein Geburtsland Sambia an. Zuvor war er für Großbritannien startberechtigt.
Bei den Weltmeisterschaften 2009 in Berlin erreichte Phiri im 100-Meter-Lauf die Halbfinalrunde. Dagegen schied er zwei Jahre später bei den Weltmeisterschaften in Daegu bereits im Vorlauf aus. Bei den Olympischen Spielen 2012 in London lief er bis in die Halbfinalrunde. Sein erstes internationales Finale bestritt er bei den Hallenweltmeisterschaften 2014 in Sopot, wo er im 60-Meter-Lauf in persönlicher Bestleistung von 6,52 Sekunden den fünften Platz belegte. Dabei verpasste er die Bronzemedaille um nur sechs Tausendstelsekunden.
Phiri besuchte bis 2012 die Texas A&M University in College Station und lebt in den Vereinigten Staaten. Er hält die sambischen Rekorde über 60, 100 und 200 Meter.

## Bestleistungen
- 60 m (Halle): 6,53 s, 8. März 2014, Sopot
- 100 m: 10,03 s (+ 1,5 m/s), 10. Mai 2014, Clermont (Florida)
- 200 m: 20,29 s (+ 0,7 m/s), 18. Mai 2008, Boulder (Colorado)